# Erquinghem-Lys
Erquinghem-Lys là một xã ở tỉnh Nord trong vùng Hauts-de-France, Pháp.